# مارفن دبليو. لوكاس
مارفن دبليو. لوكاس (بالإنجليزية: Marvin W. Lucas)‏ هو سياسي أمريكي، ولد في 15 نوفمبر 1941 في الولايات المتحدة. حزبياً، نشط في الحزب الديمقراطي. وقد انتخب عضو مجلس نواب كارولينا الشمالية.